# Bam's Unholy Union
Bam's Unholy Union is een televisieserie die werd uitgezonden op MTV. De serie ging over Bam Margera en zijn verloofde Missy Rothstein die zich klaar maken voor hun huwelijk. De show wordt vooral gefilmd in de woonplaats van Bam: West Chester (Pennsylvania). Ook wordt gefilmd in andere steden, als spelers uit de serie daarheen gaan. Zo waren ze in de steden Delaware, Detroit, Las Vegas, Pittsburgh, Philadelphia, New York en Palm Springs.
Er werden 9 afleveringen gemaakt, dat was 1 seizoen. Bam werd door MTV benaderd voor een tweede seizoen, waarin Bam en Missy zouden worden gevolgd tijdens de zwangerschap van Missy. Deze zwangerschap zou dan worden gespeeld.

## Referenties

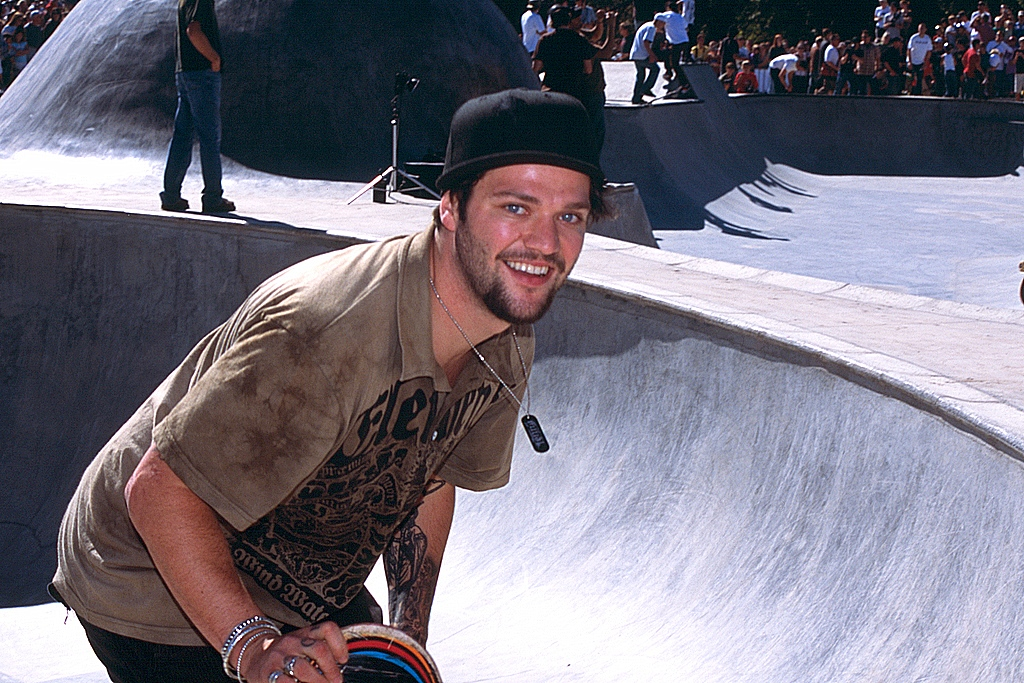
Bam Margera